# Naturschutzgebiet Oberes Elpetal
Das Naturschutzgebiet Oberes Elpetal mit einer Größe von 11,2 ha liegt südlich Elpe im Stadtgebiet von Olsberg im Hochsauerlandkreis. Das Gebiet wurde 2004 mit dem Landschaftsplan Olsberg durch den Hochsauerlandkreis als Naturschutzgebiet (NSG) ausgewiesen. Südlich schließt das Landschaftsschutzgebiet Talsystem der Elpe an. Das NSG geht bis an Dorfrand.

## Gebietsbeschreibung
Beim NSG handelt es sich um den naturnahen Fluss Elpe und die Flussaue von der Grenze nach Winterberg bis zum Dorf Elpe. Im NSG befinden sich auch Ufergehölz entlang des Baches, ein kurzer namenloser Quellbach, Feucht- und Magergrünland, so wie einige Gehölze. Die Elpe durchfließt das Gebiet von Süd nach Nord, der kurze Quellbach mündet im Süden in die Elpe. Vier kleine Fischteiche liegen im NSG. Das Grünland wird meist von Rindern und Pferden beweidet.

## Pflanzenarten im NSG
Auswahl vom Landesamt für Natur, Umwelt und Verbraucherschutz Nordrhein-Westfalen dokumentierte Pflanzenarten im Gebiet: Acker-Witwenblume, Bachbunge, Bitteres Schaumkraut, Blutwurz, Brennender Hahnenfuß, Echter Wurmfarn, Echtes Mädesüß, Frauenfarn, Gänseblümchen, Gegenblättriges Milzkraut, Gewöhnliche Pestwurz, Gewöhnliches Ferkelkraut, Gras-Sternmiere, Großer Wiesenknopf, Hain-Sternmiere, Heidelbeere, Jakobs-Greiskraut, Kleine Bibernelle, Kleiner Sauerampfer, Kohldistel, Kuckucks-Lichtnelke, Magerwiesen-Margerite, Quell-Sternmiere, Quellmoos, Quendel-Ehrenpreis, Quirl-Weißwurz, Rundblättrige Glockenblume, Schlangen-Knöterich,  Spitzlappiger Frauenmantel, Sumpf-Dotterblume, Sumpf-Labkraut, Sumpf-Pippau, Sumpf-Vergissmeinnicht, Teufelsabbiss, Wald-Engelwurz, Wiesen-Bärenklau, Wiesen-Flockenblume.

## Schutzzweck
Im NSG soll die Elpe und die Aue geschützt werden. Wie bei allen Naturschutzgebieten in Deutschland wurde in der Schutzausweisung darauf hingewiesen, dass das Gebiet „wegen der Seltenheit, besonderen Eigenart und Schönheit des Gebietes“ zum Naturschutzgebiet wurde.